# Ishmael ben Jose
Ishmael ben Jose (in ebraico רבי ישמעאל ברבי יוסי‎?, da leggersi come Rabbi Ishmael beRabbi [figlio di Rabbi] Yossi) (Israele, 180? – ...) era un saggio ebreo Tanna, vissuto agli inizi del III secolo, figlio di Jose ben Halafta.
Ishmael officiò come funzionario dei romani insieme a Elazar ben Simon e fu determinante nel reprimere le orde di filibustieri ebrei che infestavano il territorio durante la guerra tra Settimio Severo e Pescennio Nigro (193). Questa sua attività fu molto risentita dagli ebrei, che non gli perdonarono mai di aver consegnato dei suoi compatrioti alle autorità romane perché fossero giustiziati. Nella letteratura halakhica è noto per le sue citazioni dei detti di suo padre e che trasmise a Giuda I, col quale leggeva il Libro delle Lamentazioni e i Salmi. Era un profondo conoscitore delle Sacre Scritture e riusciva a scrivere a memoria tutta la Bibbia.

## Interazioni sociali
Ishmael b. Jose non era in buoni rapporti coi Samaritani. In un'occasione, passando per Flavia Neapolis in pellegrinaggio verso Gerusalemme, i Samaritani sarcasticamente lo invitarono a pregare sul Monte Garizim [invece che su] quelle rovine di Gerusalemme: Ishmael apostrofò rispondendo che l'oggetto della loro venerazione erano gli idoli colà nascosti da Giacobbe
Come giudice Ishmael fu rinomato per la sua assoluta integrità. Il suo comportamento modesto fu ampiamente lodato dal suo maestro. Rabbi Giuda disse che il passo biblico sui tesori di Tiro che "andranno a quelli che dimorano davanti all'Eterno" (Libro di Isaia 23:18), si riferiva a Ishmael b. Jose e a quegli altri che, come lui, si consideravano di poco conto ma che un giorno avrebbero goduto di maggior gloria La seguente storia fornisce un esempio della sua prontezza di spirito: costretto a dire qualcosa di piacevole su una donna veramente brutta, invano cercava di trovar modo di complimentarla finché non venne a sapere che si chiamava "Liḥluḥit" ("la sporca"). "Ah!" esclamò, "c'è qualcosa di bello in lei — il suo nome, che le si adatta straordinariamente bene."
La sua interpretazione haggadica del למנצח מזמור (questo anche riguardo ad un Salmo di Re David: 3) può essere usata come esempio del suo metodo esegetico: Ishamael spiega il salmo dicendo che significa "un salmo a Colui che causa all'uomo di conquistare se stesso". "Canta un salmo a Colui che sente gran gioia ad esser conquistato. Vieni a vedere! La via di Dio non è la via dell'uomo. Uno che è sconfitto si deprime ma Dio gioisce nell'esser conquistato, come si legge nel Salmo 106:23, dove la gioia del Signore è espressa per il fatto che Mosè, Suo prescelto, era stato vittorioso nella sua mediazione a favore di Israele"